# Dzienniki gwiazdowe
Dzienniki gwiazdowe – cykl opowiadań fantastycznonaukowych autorstwa Stanisława Lema. Pierwsze odcinki Dzienników gwiazdowych pochodzą z początku lat pięćdziesiątych XX w., ostatnie opowiadanie – Ostatnia podróż Ijona Tichego – powstało w roku 1999. Kontynuacją cyklu są powieści Wizja lokalna (1982) i Pokój na Ziemi (1987).
Podróż dwudziesta szósta i ostatnia, zawierająca satyryczną aluzję do zimnej wojny, ukazała się jedynie w zbiorach Sezam i inne opowiadania (1954) i zbiorze Dzienniki gwiazdowe z 1957 r. Brak jej we wszystkich późniejszych wydaniach (we wstępach bywa określana jako apokryf). Ostatnia podróż Ijona Tichego z kolei nie doczekała się natomiast wydania książkowego: ukazała się jedynie w polskiej edycji „Playboya”.
W pierwszym wydaniu Dzienników gwiazdowych (1957) pojawiły się również po raz pierwszy trzy opowiadania nie związane bezpośrednio z Ijonem Tichym: Czy pan istnieje, Mr Johns?, Szczur w labiryncie oraz Koniec świata o ósmej (Bajka amerykańska).
Bohater cyklu to kosmiczny podróżnik Ijon Tichy. Niewiele wiadomo o jego przeszłości (poza anegdotycznymi szczegółami dotyczącymi przeszłości jego rodziny, jego narodzin i nazwiska). W domu (na Ziemi) bywa rzadko, większość czasu spędzając w podróżach.
Określenie Dzienniki gwiazdowe tyczy się właściwie podróży Ijona Tichego (Podróże Ijona Tichego), ewentualnie jego wspomnień (Ze wspomnień Ijona Tichego). Jednak można zakwalifikować do Dzienników..., jako cyklu, wszystkie dzieła traktujące o Tichym i jego wszechświecie.
W 2013 imieniem Tichego nazwano planetoidę (343000) Ijontichy.

## Utwory

### Podróże Ijona Tichego
- Podróż siódma (zbiór Niezwyciężony i inne opowiadania, 1964, potem Dzienniki gwiazdowe, Wydawnictwo Literackie 1966 i wszystkie późniejsze wydania Dzienników gwiazdowych)
- Podróż ósma (zbiór Dzienniki gwiazdowe, Wydawnictwo Literackie 1966 i wszystkie późniejsze wydania)
- Podróż jedenasta (zbiór Księga robotów, Iskry 1961 i wszystkie późniejsze wydania Dzienników gwiazdowych)
- Podróż dwunasta (zbiór Dzienniki gwiazdowe, Iskry 1957 i wszystkie późniejsze wydania, z wyjątkiem wydań Czytelnika 1976)
- Podróż trzynasta (zbiór Dzienniki gwiazdowe, Iskry 1957 i wszystkie późniejsze wydania)
- Podróż czternasta (pierwodruk „Przekrój” 1956 pod tytułem Z dziennika gwiezdnego Ijona Tichego; zbiór Dzienniki gwiazdowe, Iskry 1957 i wszystkie późniejsze wydania)
- Podróż osiemnasta (zbiór Dzienniki gwiazdowe, Czytelnik 1971 i wszystkie późniejsze wydania)
- Podróż dwudziesta (zbiór Dzienniki gwiazdowe, Czytelnik 1971 i wszystkie późniejsze wydania)
- Podróż dwudziesta pierwsza (zbiór Dzienniki gwiazdowe, Czytelnik 1971 i wszystkie późniejsze wydania)
- Podróż dwudziesta druga (zbiór Sezam i inne opowiadania, 1954 i wszystkie późniejsze wydania Dzienników gwiazdowych)
- Podróż dwudziesta trzecia (zbiór Sezam i inne opowiadania, 1954 i wszystkie późniejsze wydania Dzienników gwiazdowych)
- Podróż dwudziesta czwarta (zbiór Sezam i inne opowiadania, 1954 i wszystkie późniejsze wydania, z wyjątkiem wydania Czytelnika 1976)
- Podróż dwudziesta piąta (zbiór Sezam i inne opowiadania, 1954 i wszystkie późniejsze wydania Dzienników gwiazdowych)
- Podróż dwudziesta szósta i ostatnia (zbiór Sezam i inne opowiadania, 1954 i Dzienniki gwiazdowe, Iskry 1957 – brak w późniejszych wydaniach)
- Podróż dwudziesta ósma (zbiór Dzienniki gwiazdowe, Wydawnictwo Literackie 1966 i wszystkie późniejsze wydania)
- Ostatnia podróż Ijona Tichego („Playboy Polska” 5/1999)

### Ze wspomnień Ijona Tichego
- I (zbiór Księga robotów, Iskry 1961 i wszystkie późniejsze wydania Dzienników gwiazdowych)
- II (zbiór Księga robotów, Iskry 1961 i wszystkie późniejsze wydania Dzienników gwiazdowych)
- III (zbiór Księga robotów, Iskry 1961 i wszystkie późniejsze wydania Dzienników gwiazdowych)
- IV (zbiór Księga robotów, Iskry 1961 i wszystkie późniejsze wydania Dzienników gwiazdowych)
- V – Tragedia pralnicza (zbiór Noc księżycowa, 1963, potem Dzienniki gwiazdowe, Wydawnictwo Literackie 1966 i wszystkie późniejsze wydania Dzienników gwiazdowych)
- Formuła Lymphatera (zbiór Księga robotów, Iskry, 1961, Zagadka. Opowiadania, Interart 1993)
- Doktor Diagoras (zbiór Niezwyciężony i inne opowiadania, 1964, potem Dzienniki gwiazdowe, Wydawnictwo Literackie 1966 i późniejsze wydania Dzienników gwiazdowych)
- Zakład doktora Vliperdiusa (zbiór Niezwyciężony i inne opowiadania, 1964, potem Dzienniki gwiazdowe, Wydawnictwo Literackie 1966 i późniejsze wydania Dzienników gwiazdowych)
- Ratujmy kosmos (zbiór Niezwyciężony i inne opowiadania, 1964, potem Dzienniki gwiazdowe, Wydawnictwo Literackie 1966 i późniejsze wydania Dzienników gwiazdowych)
- Kongres futurologiczny (Bezsenność, Wydawnictwo Literackie 1971, Głos Pana. Kongres futurologiczny, Wydawnictwo Literackie 1973, Kongres futurologiczny. Maska, Wydawnictwo Literackie 1983, Dzienniki gwiazdowe, Interart 1994)
- Profesor A. Dońda („Szpilki” 1973, później Kroki w nieznane V, antologia Iskry 1974, Maska Wyd.Lit. 1976, Dzienniki gwiazdowe, Czytelnik 1982 i późniejsze wydania Dzienników gwiazdowych)
- Pożytek ze smoka (Pożytek ze smoka i inne opowiadania, 1993, Dzienniki gwiazdowe, Interart 1994)

### Powieści
- Wizja lokalna (1982)
- Pokój na Ziemi (1987)

## Ekranizacje i słuchowiska
- W 1965 roku powstała polska adaptacja filmowa opowiadania Ze wspomnień Ijona Tichego. III pod tytułem Profesor Zazul, w reżyserii Marka Nowickiego i Jerzego Stawickiego. W roli Tichego wystąpił Piotr Kurowski.
- W tym samym roku nakręcony został film Przyjaciel na podstawie opowiadania pod tym samym tytułem ze zbioru Inwazja z Aldebarana, narrator opowiadania został utożsamiony z Tichym.
- W 1999 powstał spektakl Przypadek Ijona Tichego wyreżyserowany dla Teatru Telewizji przez Lecha Raczaka.
- W 2007 roku powstał, na podstawie niektórych opowiadań, miniserial produkcji niemieckiej pod tytułem Ijon Tichy – gwiezdny podróżnik. Reżyserami byli Randa Chahoup, Dennis Jacobsen i Oliver Jahn. W roku 2011 powstał drugi sezon serialu.
- W 2023 roku powstała audiobookowe słuchowisko "Dzienniki gwiazdowe" zrealizowane przez Audiotekę, w reżyserii Wawrzyńca Kostrzewskiego, w którym w rolę Ijona Tichego wcielił się Piotr Adamczyk.

## Adaptacje teatralne
- 20 maja 2017 roku w krakowskim Teatrze Groteska miała miejsce premiera spektaklu pt. Dzienniki gwiazdowe w reżyserii Adolfa Weltschka. Autorką adaptacji, inscenizacji i scenografii była Małgorzata Zwolińska[1].
- 30 listopada 2024 roku w krakowskim Teatrze BARAKAH odbyła się prapremiera sztuki pt. Na początku była ciemność i zimne ognie według koncepcji Martyny Dyląg, Jori Geruli, Ady Kazimierz i Anny Puzio. Był to spektakl inspirowany Dziennikami gwiazdowymi, łączący poruszone ciało, wizualizację i muzykę[2][3].